# ザーベック
ザーベック (ドイツ語: Saerbeck, [ˌzɑːˈbɛk])は、ドイツ連邦共和国ノルトライン＝ヴェストファーレン州ミュンスター行政管区のシュタインフルト郡に属す町村（以下、本項では便宜上「町」と記述する）である。この町はミュンスターラント北部に位置している。2012年3月17日以降、ザーベックは公式に「NRW-クリマコムーネ」というニックネームを有している。

## 地理

### 隣接する市町村
ザーベックは、北と東はテックレンブルガー・ラントに属すヘルステル、イベンビューレン、テックレンブルク、ラドベルゲン、南と西はミュンスターラントに属すグレーヴェンとエムスデッテンに接している。

### 自治体の構成
町は公式に、ザーベック地区とアム・シュールカンプ地区（工業地域）とに分けられる。さらに、ヴェストラドベルゲン農地、ミッデンドルフ農地、ジニンゲン農地がある。

## 歴史
最初にザーベックの名前が明記されたのは1100年頃である。遠く離れたフレッケンホルスト修道院に年貢を納めなければならなかった定住者の農場の中に "sarbikie Hoio" という名前の農場があった。ザーベックは1122年にカッペンベルク修道院の所領として "curtis sorbecke" という表記で初めて文献に記録されている。この他に、教会が1161年の皇帝フリードリヒ1世による所領確認書に、司祭区が1196年に記録されているのが、ザーベックの最初期の記録である。
教会と司祭によってキルヒシュピール・ザーベックが成立し、ジニンゲン、ミッデンドルフ、ドルフバウアーシャフト、ヴェストラドベルゲンがこれに属した。1498年のミュンスター司教の土地台帳に、ジニンゲンに23、ミッデンドルフに20、ドルフバウアーシャフトに24、ヴェストラドベルゲンに23の農場が記されていることがザーベックの発展を示している。この頃ザーベックには600人から700人の住民がおり、村の住民は主に手工業と商業で生計を立てていた。
1816年にプロイセン王国ヴェストファーレン州のミュンスター郡に属す以前、ザーベックは1400年から1803年までミュンスター司教領に属していた。1806年から1813年までは、ナポレオン・ボナパルトによるフランス占領下に置かれていた。
この小さな村は、三十年戦争中に死者を出した1628年のスペイン傭兵の小軍勢との戦闘や、1832年の激しい嵐の後の飢饉を経験した。
プロイセンの改革後にやっと、その頃まで残っていた封建制度が解消され、ザーベックに住む農民は農奴制度から解放された。ザーベックの人口は19世紀前半までに約1,900人に増加した。
第一次世界大戦および第二次世界大戦でザーベックは、直接的な軍事攻撃を免れたが、暗号名「ラインザルム」の大規模な夜襲が町の北部で行われた。ドルトムント＝エムス運河は、しばしば連合国による爆撃目標となった。ヴェストラドベルゲンの農場は、これによりほぼ完全に壊滅し、さらにこうした攻撃によって運河が定期的に決壊したために大きな損害を被った。
ザーベックは1975年1月1日から新設されたシュタインフルト郡に属した。この町は、土地と住民を隣接するエムスデッテン、グレーヴェン、ラドベルゲン、テックレンブルクに割譲しなければならなかったものの、自治権を保持することができた。
1994年にフランスの町フェリエール＝アン＝ガティネと姉妹自治体となった。さらに2001年6月にリトアニアのリエタヴァスと姉妹自治体関係を結んだ。

## 行政

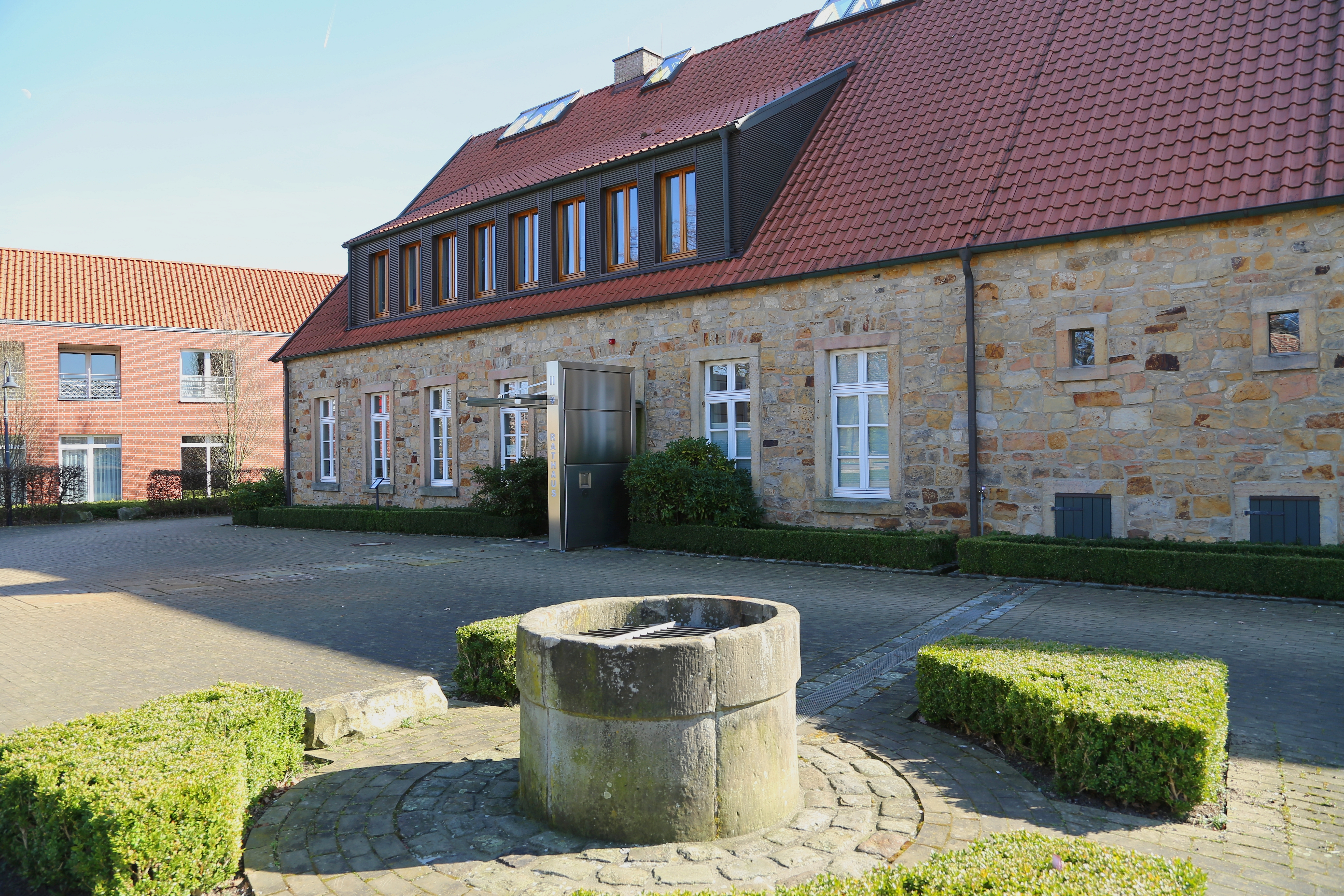
ザーベックの町役場

### 首長
1999年からヴィルフリート・ロースが町長を務めている。この無所属の外交・行政の長は、2015年の町長選挙では、対立候補がなく、86.5 % の支持票を集めて再選された。
- 1948年 - 1989年　アントン・ゲルデマン (CDU)[6]
- 1999年 -　ヴィルフリート・ロース（無所属）

### 議会
この町の議会は、20人の町議会議員と首長で構成されている。

### 行政プロジェクト

#### クリマコムーネ

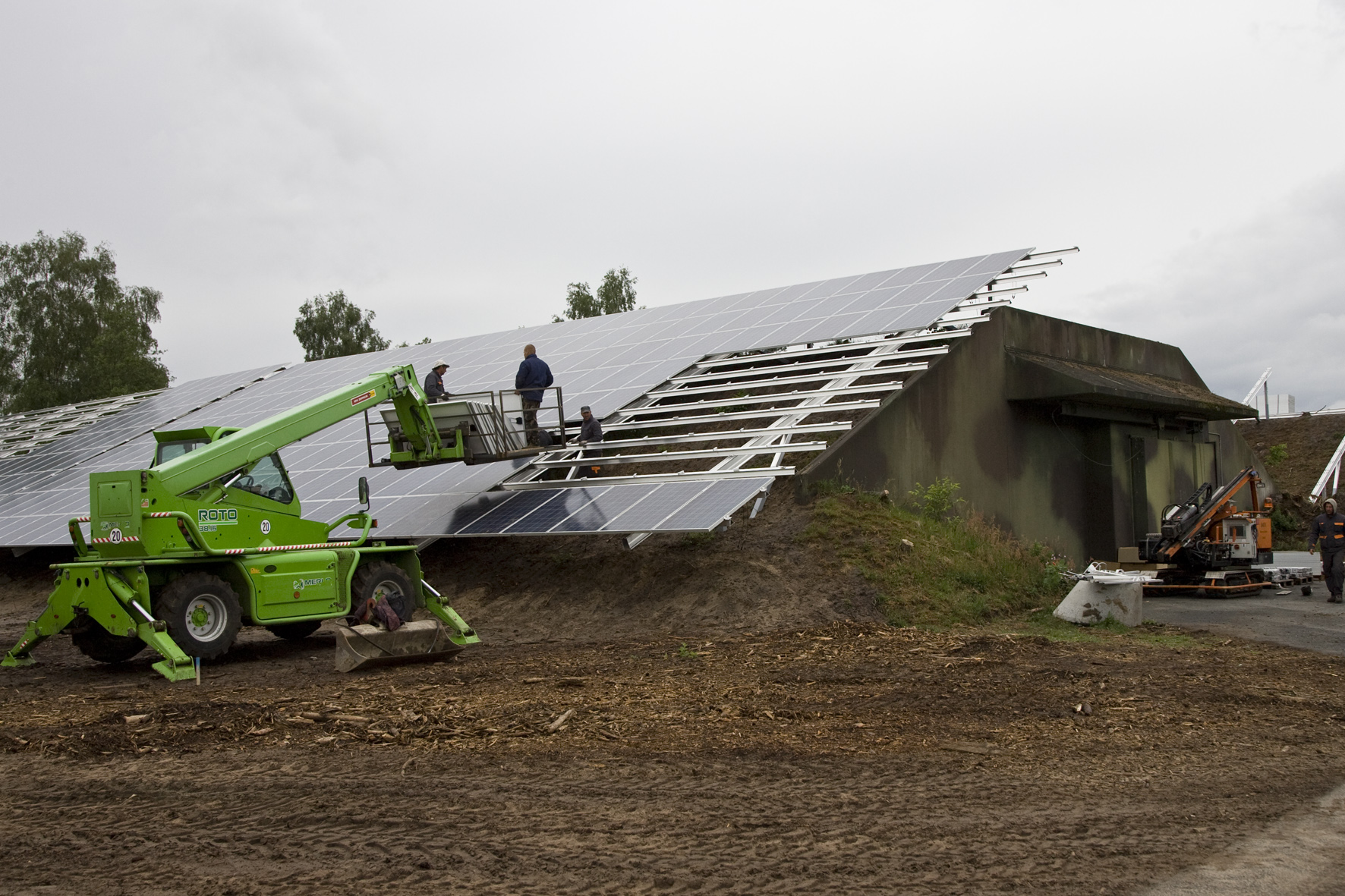
ザーベック・エネルギーパークの旧掩蔽壕の太陽光発電機敷設工事

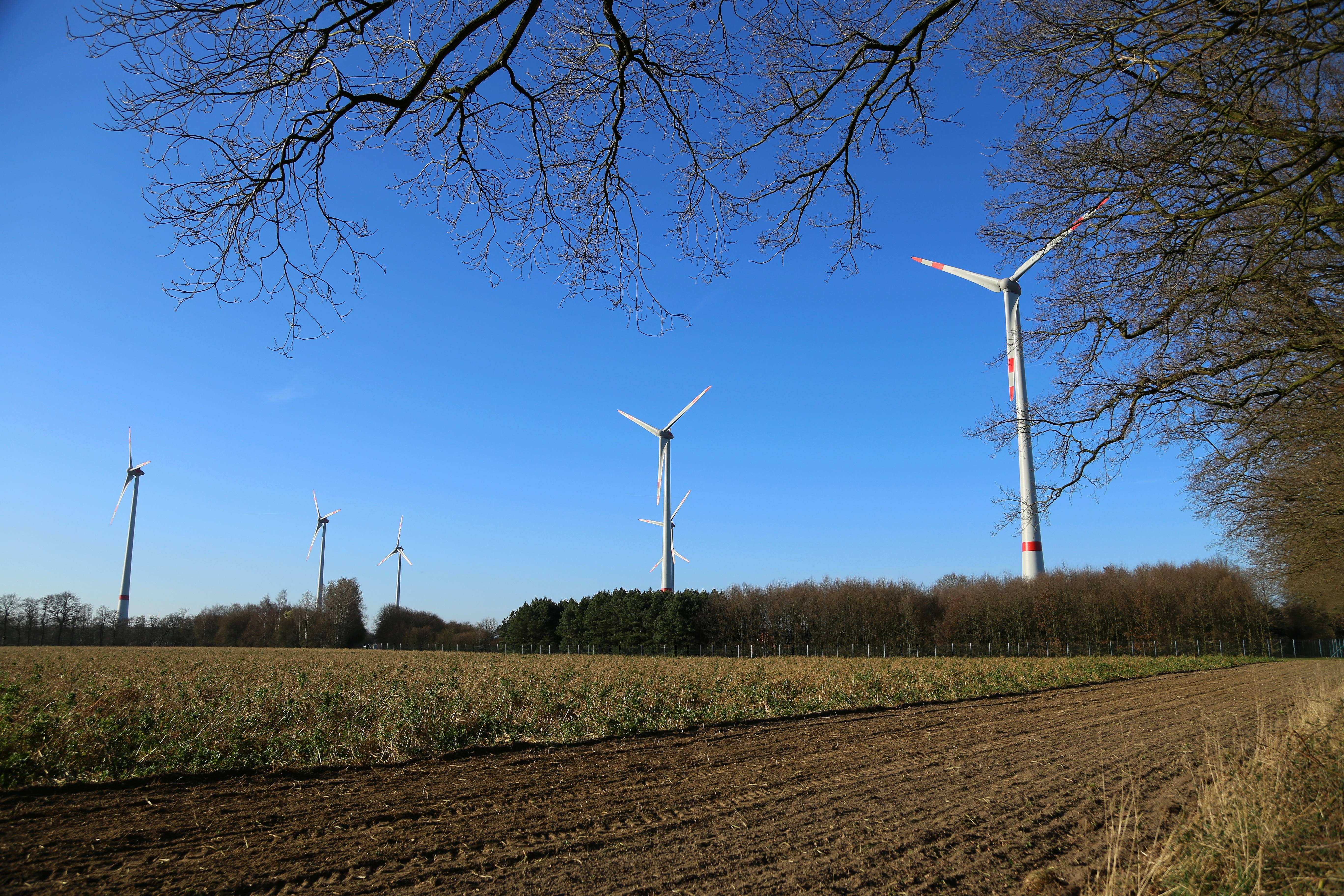
バイオエネルギーパーク・ザーベック

ザーベックは2009年に「NRWのクリマコムーネ」となった。この村落は、西ミュンスターラントのボホルトと、賞金330万ユーロの賞を分け合い、この賞に応募したコンセプトを実現するために110万ユーロを獲得した。この町の目標は、2030年までに、消費するエネルギーよりも多くのエネルギーを再生可能なエネルギー源から得ることである。投資家からの照会も多く、この目標は数年間で達成可能と思われる。3つの重要なリーディングプロジェクトは以下のものである:
1. ザーベッカー・ゾネンザイテン（ザーベックの太陽光サイド）: 町は太陽光エネルギーの利用を促進している。町のすべての屋根に太陽光発電機を取り付けようと試みている。地元の銀行はこれに対応する促進プログラムを設けた。地元の信用金庫の支援を受けた町民エネルギー協同組合「エネルギー・フュア・ザーベック」は投資のための財政基盤を形成している。このエネルギー協同組合はバイオエネルギーパーク（後述）の太陽光発電機の 2/3 を調達し、風力発電への投資も計画している。
2. ザーベッカー・アインジヒテン（ザーベックの認識）: 町の学校・スポーツセンターは近郊温熱網によるセントラルヒーティングがなされている。かつての本課程学校には、プロジェクト全体のインフォメーションセンターに位置づけられるガラスフロントの裏にペレットストーブが設けられている。10のステーションを巡るエネルギー学習路は、再生可能エネルギーとエネルギーの節約術について情報提供を行っている。
3. ザーベッカー・シュトフシュトレーメ（ザーベックの原料の流れ）: この町は、町内にあった広さ 90 ha の旧弾薬庫を購入した。その後、ここに大規模なバイオエネルギーパークが設けられた。エンヴィテック・バイオガス社のメガワット規模のバイオガス発電施設の他に、それぞれ 3 MW の出力を有する、支柱の高さ 149 m の Types Enercon E-101 の風力発電機7基が2013年に設けられた。その前にある74基の旧掩蔽壕では2012年の夏に 6.4 MW の太陽光発電施設が稼働を開始した。この他にシュタインフルト郡の中央堆肥化施設がここにある。木片からペレットへ、糞便から肥料への再生が取り組んでいるもう一つのプロジェクトである。現在ノルトライン＝ヴェストファーレン州の塩の備蓄が保管されている旧掩蔽壕内の活用プロジェクトが議論されている。

#### 住民バス
2007年からエムスデッテン＝ザーベック住民バス協会が組織されている。これにより、特に高齢者の移動を確保するために、公共近郊旅客交通が行き届かない路線に2台の8人乗りバスを運行させることを目的としている。住民バス I はエムスデッテンとザーベックとの間を、住民バス II はエムスデッテン市内を運行している。

#### 多世代シェアハウス

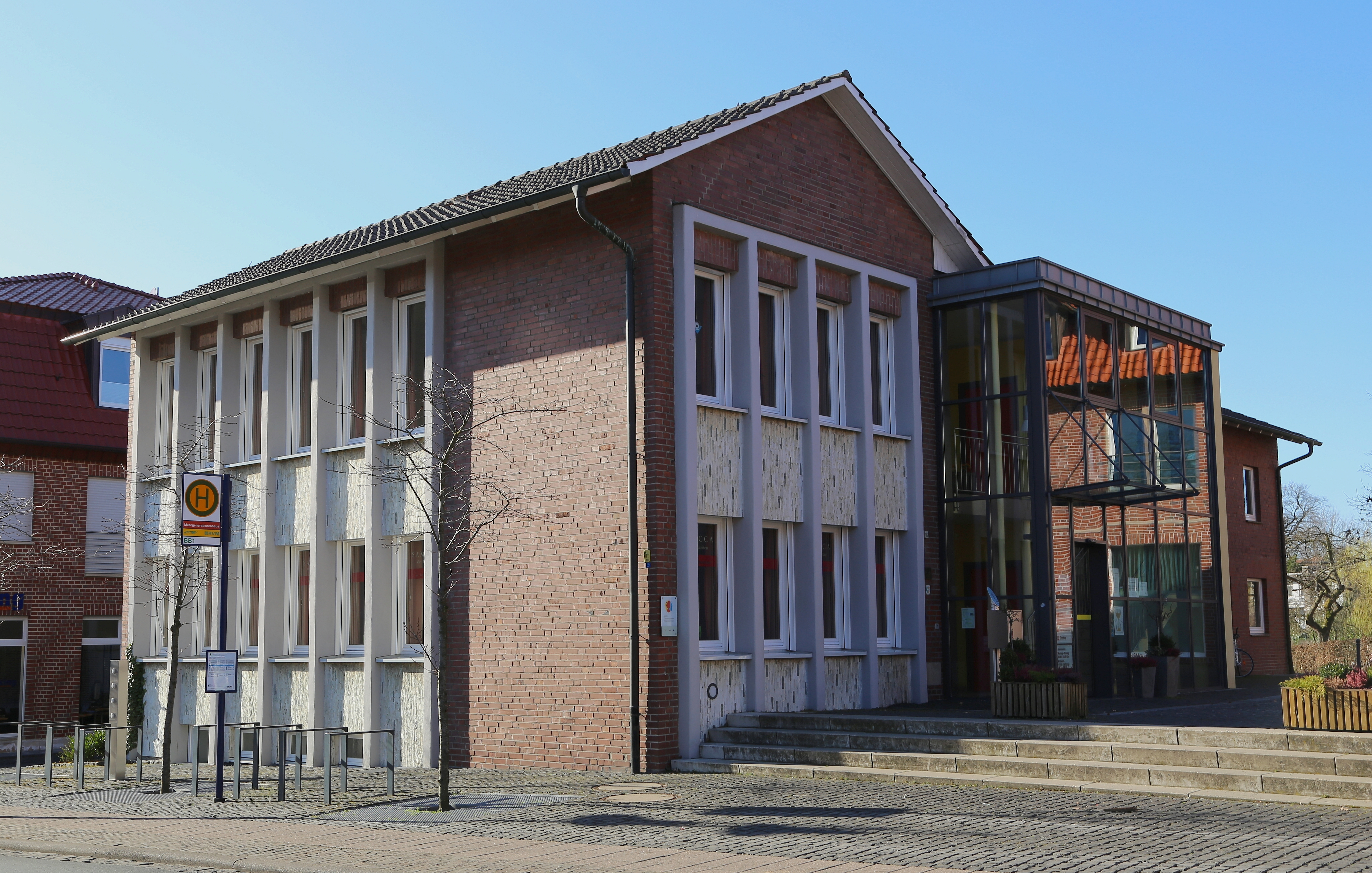
ザーベックの多世代シェアハウス

旧町役場内に、2008年に連邦基金の支援を受けてザーベック・コルピング職人組合が運営する多世代シェアハウスが設けられた。この施設の維持には住民の基金が充てられている。多くのグループがこの建物に家族的な幸福を見いだしている。ハウス内のカフェ・ザモッカは、レッダー授産所が経営し、障害者によって運営されている。

### 姉妹自治体
- フェリエール＝アン＝ガティネ（フランス語版、英語版）（フランス、ロワレ県）[11]
- リエタヴァス（リトアニア語版、英語版）（リトアニア、テルシェイ郡）[12]

### 紋章
図柄: 赤地に3輪の金色のエニシダの花。その上下に金色の波帯。

## 文化と見所

### 聖ゲオルク教区教会

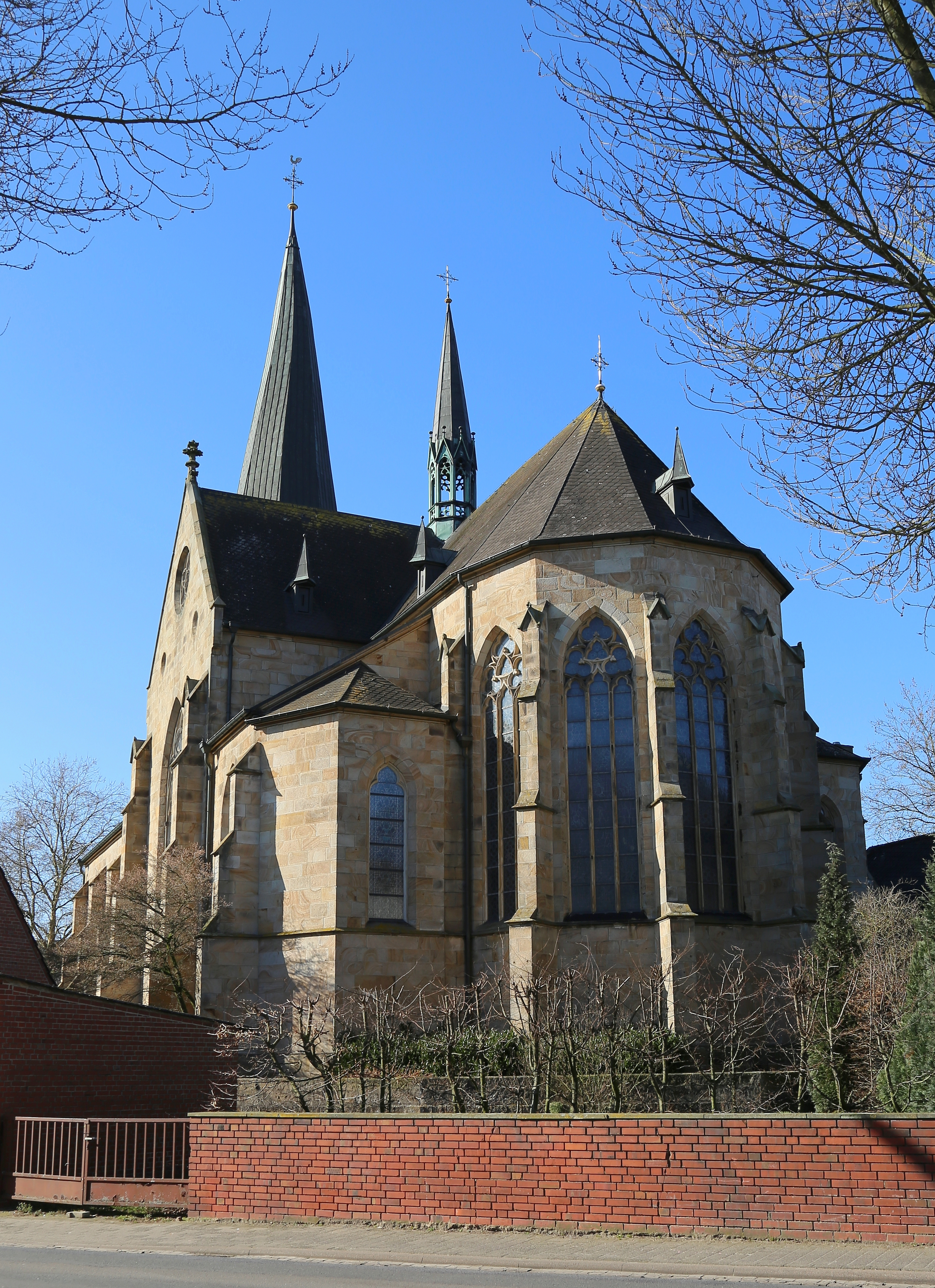
聖ゲオルク教会

ザーベックの最初の教会に関する記述は、皇帝ハインリヒ5世の1161年の文書に遺されている。1200年頃にザーベックに初めて石造の教会が建設された。この教会は、その壁の跡からおそらくロマネスク様式であったと推測される。16世紀初めに現在の場所に、より大きな建物が後期ゴシック様式で建設され、塔が高くされた。入り口には1526年の年号が刻まれている。この教会は19世紀に老朽化のために取り壊され、1896年から1898年に現在の教会堂に建て替えられた。1917年に教会に彩色がなされた。壁絵は1960年代に漆喰で塗り込められ、1980年代の修復工事によって再び日の目を見た。これはヴェストファーレンでは珍しい、ネオゴシック絵画の美しい作例とされている。
この他の、この教会の見応えのある備品としては、13世紀の洗礼盤、後期ゴシック様式の聖母像、18世紀に制作されたバロック様式のピエタ、ネオゴシック様式の彩色ガラス（修復）がある。

#### 姉妹教会
聖ゲオルク教区教会には姉妹教会組織が存在する:
- カシアス（ポルトガル語版、英語版）（ブラジル、マラニョン州）

### その他の見所
- 郷土館と穀物酒蒸留所博物館[14]
- ジニンゲンの水車
- ビュルガーハウスと町役場

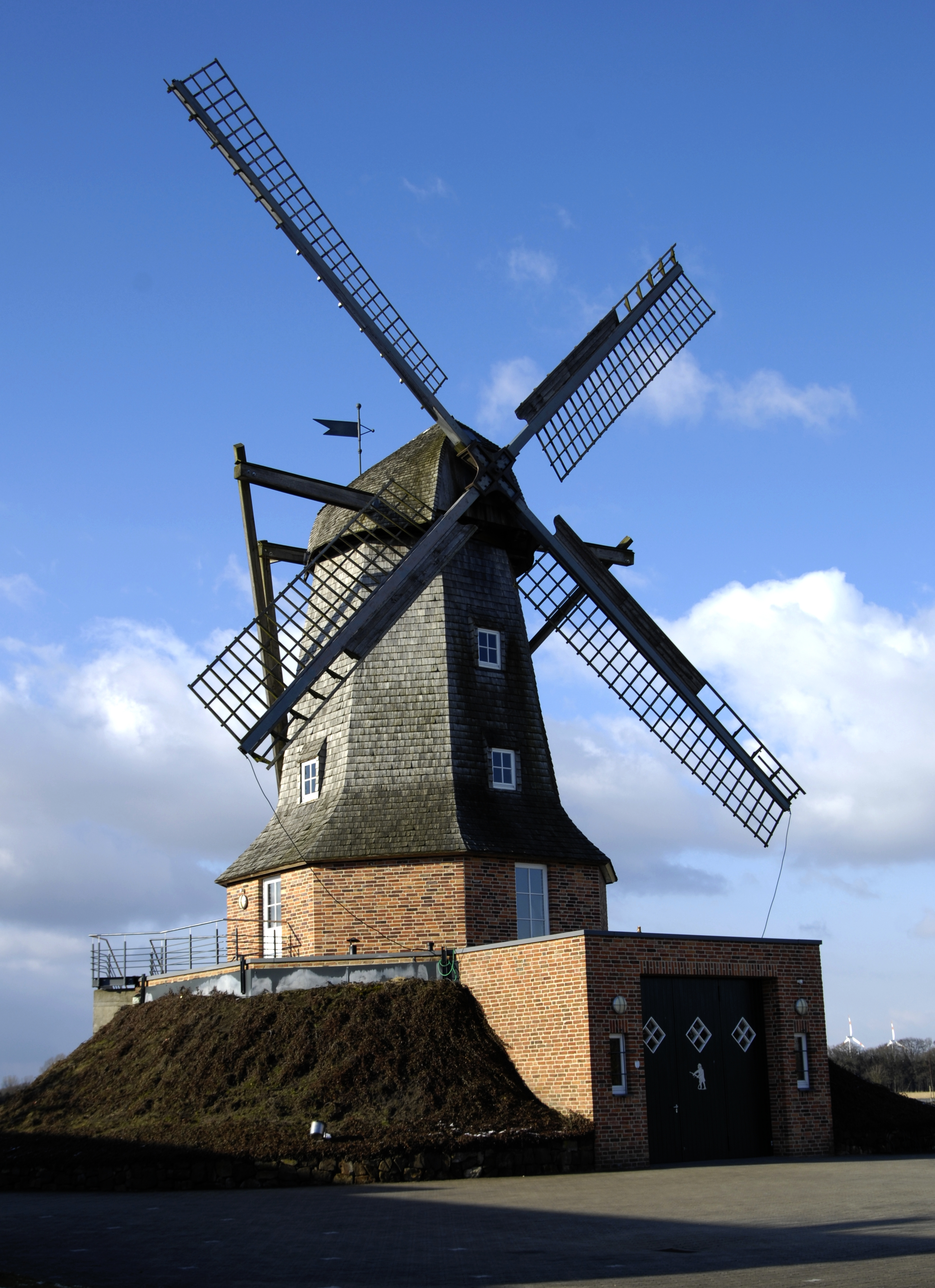
ジニンゲンの風車

- ガラス張りの温熱センターがあるエネルギー学習路
- 自然保護区
  - エムスアウエ
  - ハーファーフォルツ・ヴィーゼンとグリュッツェマッハース水路
  - ザーベック湿地
  - フレッテの沼地
  - ラドベルガー・ミューレンバッハの水車
  - ゲルリングス砂丘
  - シンケンオルトの湿地
  - ハンフ池
- 水浴湖
  - バッガーゼー（湖）は、毎年、ザーベック・トライアスロンの開催地となる
- 野生動物の放し飼い地区
- ザーベック近郊のエムス川

- 郷土博物館
- ビュルガーハウス
- ラドベルガー・ミューレンバッハの水車
- ハーファーフォルツ・ヴィーゼン
- ゲルリングス砂丘

## 経済と社会資本

### 経済
ザーベックは伝統的に農業を主体としていた。郊外には現在も家畜の繁殖や肥育に特化した多くの農場がある。農業会議所や郡農業連合の運営を行っている、シュタインフルト郡の「グリューネス・ツェントルム」はザーベックに本部を置いている。
やがてザーベックに多くの工業地区が設けられ、たとえば風力発電機、オフショア・プラットフォームおよび飛行機や自動車製造のための耐荷重部品製造、バイオガス発電機製造、ソフトウェア企業などがこの町に現れた。
ザーベックには3つの大きな工業地区（インドゥストリー通り、アム・シュールカンプ、北部産業地区）がある。北部産業地区にはまだ広い空き地が残っている。営業税の賦課率は 450 %（2017年現在）である。

### 交通
ザーベックは、ライネとヴァーレンドルフとを結ぶ連邦道 B475号線および、イベンビューレンとミュンスターとを結ぶ連邦道 B219号線沿いに位置している。町外の比較的近い場所を連邦アウトバーン A1号線（東側）と連邦アウトバーン A30号線（北側）が通っている。南東約 6 km の距離にミュンスター/オスナブリュック空港がある。ザーベックのすぐ近くに、ドルムント＝エムス運河のデーレンテ港（イベンビューレン市内）と民営のエルリヒ港（ラドベルゲン町内）がある。デーレンテ港は、貨物専用の支線でトイトブルガー・ヴァルト鉄道 (TWE) のイベンビューレン - レンゲリヒ - ギュータースロー線に接続する。ザーベックでは、ミュンスターラント交通共同体のバス路線が利用できる。この路線はエムスデッテン駅、グレーヴェン駅、イベンビューレン駅、ミュンスター駅およびミュンスター/オスナブリュック空港を結んでいる。住民バスが公共近郊旅客交通の便を改善している。

### 学校
この町には、公立の学校が2校、すなわち聖ゲオルク基礎課程学校とマクシミリアン＝コルベ総合学校がある。後者は、シュタインフルト郡全域から1000人以上の生徒が在籍しており、ザーベックの重要な社会的・文化的ファクターとなっている。

### 青年組織
- DPSG ザーベック e.V.
- メスディーナー聖ゲオルク
- ドイツ青年赤十字
- 青年消防団
- コルピング青年会ザーベック
- KLJB ザーベック
- ザーベック青年連合
- グリューネ・ユーゲント・アン・デア・エムス（直訳: エムス川沿いの緑の青年会）

### グリューネ・ツェントルム

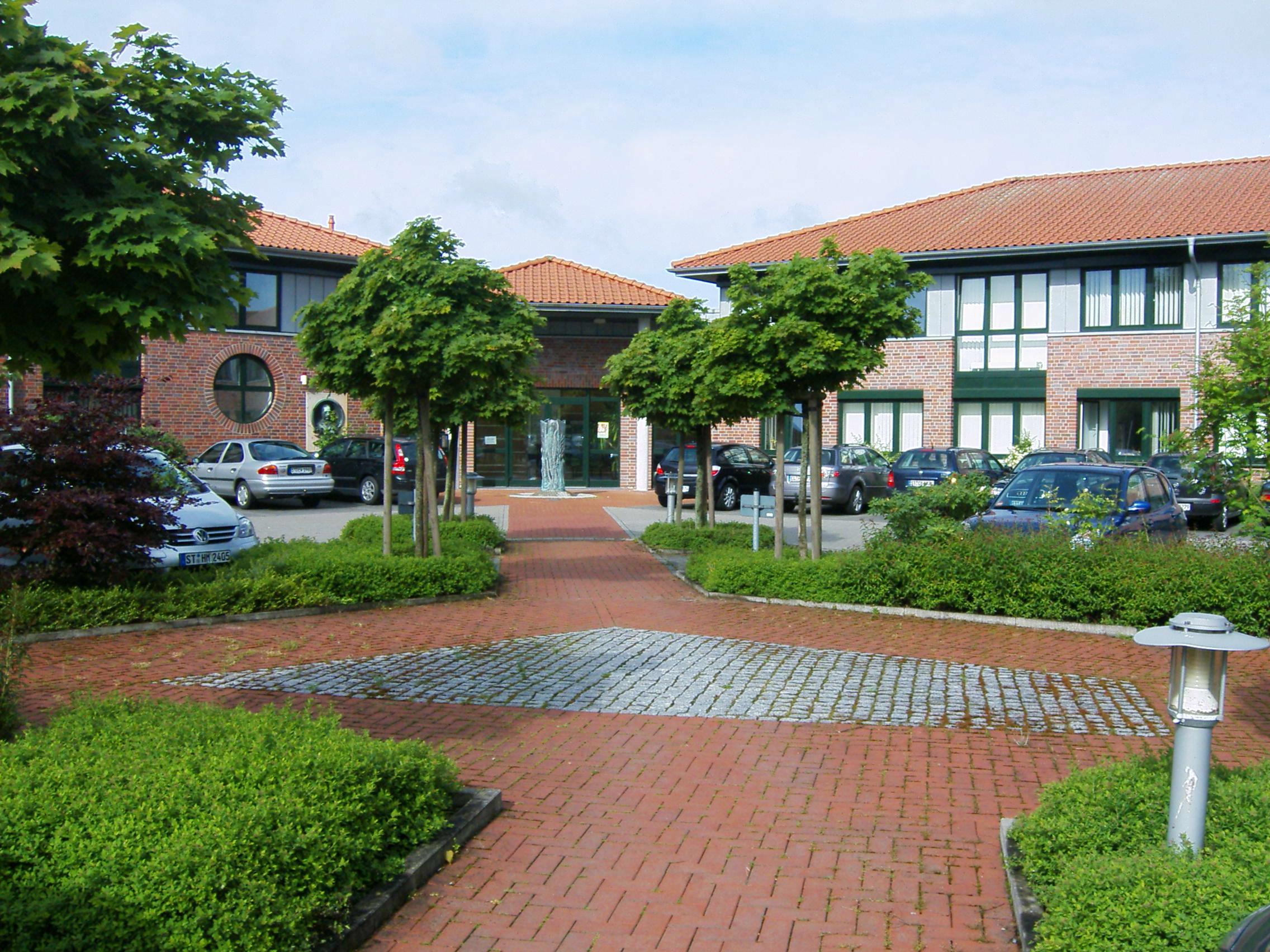
グリューネス・ツェントルム

ザーベックには2000年から「グリューネ・ツェントルム」がある。ここにはシュタインフルト郡の4つの農業関連組織が入居している。
- ヴェストファーレン＝リッペ農業会議所の郡支所
- 郡農業連合（略称 WLV）
- BSB GmbH - ミュンスター農業図書館ザーベック分館
- シュタインフルト＝ベントハイム営農支援・機械化組織 e.V.

## 関連文献
- Gemeinde Saerbeck und dem Heimatverein Saerbeck, ed (1993). Saerbeck – Geschichte des Dorfes und seiner Bauernschaften. Saerbeck

この文献は、翻訳元であるドイツ語版の参考文献として挙げられていたものであり、日本語版作成に際し直接参照してはおりません。

## 訳注
1. ↑  ドイツの土地税および営業税の税率は全国共通の基本税率に賦課率を掛けた値となる。